# Kuusinkijoki
Der Kuusinkijoki ist ein 16 km langer rechter Nebenfluss des Oulankajoki in Finnland und in Russland.
Er bildet den Abfluss des Sees Ala-Vuotunki.
Von dort fließt er in nördlicher Richtung, später in nordöstlicher Richtung.
Kurz nach Passieren der russischen Grenze mündet er in den Oulankajoki.
Der Kuusinikijoki entwässert ein Gebiet nordöstlich von Kuusamo, in welchem auch größere Seen wie der Kiitämä und der Suininki liegen.
Der Kuusinkijoki gilt als ideales Angelgewässer für Forellen und Äschen.